# Paul Brood
Paul Brood (Utrecht, 5 augustus 1952) is archivaris en rechtshistoricus. Als schrijver en redacteur is hij betrokken bij verschillende historische publicaties.
Brood begon zijn carrière in het archiefwezen in 1971 bij het Rijksarchief in Drenthe. Tijdens zijn werk in Assen studeerde Brood rechten aan de Rijksuniversiteit Groningen. In 1987 volgde hij F. Keverling Buisman op als rijksarchivaris in Drenthe. In 1988 werd hij in diezelfde functie benoemd op het rijksarchief in Groningen. In 1991 promoveerde hij in Leiden op het onderwerp Belastingheffing in Drenthe 1600-1822. Na de fusie van het rijks- en het gemeentearchief Groningen trad Brood op eigen verzoek af als rijksarchivaris. Vanaf 2000 was hij werkzaam bij het Nationaal Archief in Den Haag. In 2008-2009 trad hij korte tijd op als waarnemend algemeen rijksarchivaris. 
Brood is betrokken bij verschillende historische publicaties, waaronder Het Jaren 80 Boek (2009), Nieuwe Groninger Encyclopedie (1999), Het Vaderlandse Geschiedenisboek (2003), De Wereld van Willem I (2015) en De Drentse Geschiedenis in Meer Dan 100 Verhalen (2004). Als co-auteur werkt Brood aan een serie succesvolle historische atlassen. Naar aanleiding van het tweede deel, Historische Streekatlas NL (2020) schreef Brood verschillende opinieartikelen onder andere in het NRC over Hollandocentrisme en de politieke tweespalt tussen Randstad en de rest van Nederland.
In 2015 kreeg Brood de Keuningsprijs, een tweejaarlijkse prijs voor personen of instellingen die aspecten van het Veenkoloniale verleden onderzoeken, uitgereikt voor zijn reeks publicaties over de Veenkoloniale gemeentes.